# Madagascar ai Giochi della XXXIII Olimpiade
Il Madagascar ha partecipato ai Giochi della XXXIII Olimpiade, svoltisi a Parigi dal 26 luglio all'11 agosto 2024, con una delegazione di 7 atleti, 3 uomini e 4 donne in 5 discipline.
La portabandiera alla cerimonia di apertura dei Giochi della XXXIII Olimpiade è stata Rosina Randafiarison.

## Delegazione
| Sport             | Uomini | Donne | Totale |
| ----------------- | ------ | ----- | ------ |
| Atletica leggera  | 1      | 1     | 2      |
| Judo              | 0      | 1     | 1      |
| Nuoto             | 1      | 1     | 2      |
| Sollevamento pesi | 0      | 1     | 1      |
| Tennistavolo      | 1      | 0     | 1      |
| Totale            | 3      | 4     | 7      |